# 德斯汀妮·胡克尔
德斯汀妮·胡克尔（英語：Destinee Hooker，1987年9月7日—），身高1.93米。美国室内女排获得2010年和2011年世界女排大獎賽冠军和2011年世界杯排球赛亚军的主力队员，2012年伦敦奥运会上率领美国女排进入决赛。她还代表德克萨斯州大学奥斯汀分校参加田径比赛：2006年、2007年和2009年夺得全美大學體育協會室外跳高冠军，2009年还获得室内跳高冠军。